# Соколско друштво "Душан Силни" Пирот
Соколско друштво "Душан Силни" Пирот је гимнастичко друштво које је основано 1910. године а престало је са радом негде око бугарске окупације у периоду од 1915. до 1918. године. Настало је спајањем два гимнастичка друштва: "Сокол" и "Душан Силни".

## Историјат
Први председник овог гимнастичког друштва је био Ђура Јовановић, књиговођа.
Ово друштво се посебно истакло код свечаног отварања српско-бугарске границе у селу Жељуша када је гимнастичар по надимку Вођ победио све Бугаре у скоком увис изнад пободених сабљи. То је свакако био један од разлога зашто је грађанство радо прилазило овом друштву.
Године 1908. рад овог друштва постаје све видљивији са доласком новог председника Веље Поповића који је био у друштву до 1910. године. Поред њега, чланови су били: Карло Скацел, Петар Христић, Алекса Антић, Љуба Костић и Пера Вучковић.
Друштво је имало своју вежбаоницу у згради еснафа у Јендек махали. Касније су закупили вежбаоницу, кафану и хотел "Стара планина".
Касније се друштву придружује Драгутин Живановић који је тада премештен у пиротски гарнизон са службом. У својству начелника друштва је водио соколе на слетове у Загреб, 1911. , и Софију. Живановић је због службе стално одлазио и долазио у Пирот.
Министарство просвете и црквених послова 1911. године доводи Чеха Карла Мифека Пражанина као наставника фискултуре и гимнастике који се одмах заинтересовао за рад друштва. Брзо је научио језик захваљујући "Соколима". Чим је ступио у друштво, наредио је униформисање свих чланова те је то оставило леп утисак на публику. Друштво је тада гостовало у Београду а на свесловнеском соколском слету у Прагу је отишло 32 члана предвођени Карлом. Са почетком балканских ратова, Карло одлази у родну Чешку.
Ратови су прекинули рад Друштва. У периоду од 1913-1914. Друштво обнавља рад под руководством Драгутина Живановића те учествују у Скопљу маја 1914. године. На Видовдан, 1914. године Друштво је одржало последњи јавни час у пиротској тврђави са бројном публиком.
За време бугарске окупације 1915—1918. године, у Пироту није било услова за рад Друштва јер је већина "Сокола" била на Солунском фронту.